# Áno Giannéi
 (juin 2025).
Áno Giannéi (grec moderne : Άνω Γιανναίοι) est une localité située dans le dème de Mégalopolis, dans le district régional d'Arcadie, dans la périphérie du Péloponnèse, en Grèce.
Selon le recensement de 2021, elle compte 13 habitants.